# Vera Sisson
Vera Sisson (Salt Lake City, 31 luglio 1891 – Carmel-by-the-Sea, 6 agosto 1954) è stata un'attrice statunitense.

## Biografia
Attrice di caratteri, partecipò dal 1913 al 1926 a ottanta film muti, per lo più cortometraggi. Nel 1918 fu protagonista con Rodolfo Valentino de L'avventuriero.
Fu sposata con l’attore Richard Rosson (1893 – 1953). Un anno dopo la morte per suicidio del marito, anche Vera Sisson si tolse la vita con una dose letale di barbiturici. Sono sepolti vicini nell'Hollywood Forever Cemetery.

## Filmografia parziale
- A Mix-Up in Pedigrees (1913)
- The Rival Dentists (1914)
- The Storm (1915)
- The Iron Woman (1916)
- Paradise Garden, regia di Fred J. Balshofer (1917)
- L'avventuriero (The Married Virgin), regia di Joseph Maxwell (1918)
- Una moglie per scommessa (Experimental Marriage), regia di Robert G. Vignola (1919)
- L'avventura del velo grigio (The Veiled Adventure), regia di Walter Edwards (1919)
- The Marriage Blunder (1920)
- The Avenging Arrow (1921)
- Love 'Em and Leave 'Em (1926)